# Komiža
Komiža je manjše pristanišče in ribiško naselje, ki leži na zahodni strani otoka Visa na Hrvaškem. Tam živi približno 1500 ljudi. Je tudi sedež občine s statusom mesta (hrv. Grad Komiža); ta zavzema zahodni del otoka, ki si ga deli z mestom Vis in spada v Splitsko-dalmatinsko županijo.

## Geografija
Komiža, ki leži na zahodni strani otoka ob severnozahodni obali Komiškega zaliva pod hribom Hum (587 mnm), ki varuje mestece pred hladnimi severnimi vetrovi je z asfaltirano cesto povezano  z največjim naseljem na otoku, mestom Vis. Komiški zaliv, v katerem je naselje, ima na vzhodni strani veliko peščenih in prodnatih plaž - enajst jih je samo od naselja do rta Stupište - in vsaka od njih ima, kar je za otoke nenavadno, svoj izvir pitne vode.
Pristanišče varuje pred zahodnimi vetrovi okoli 200 metrov dolg valobran, na koncu katerega stoji svetilnik. Globina morja pri valobranu je do 6 metrov. Ob njem je najzaneslivejši privez za plovila. Pristan je odprt južnim vetrovom, tedaj je morja vzvalovano.
Iz pomorske karte je razvidno, da svetilnik oddaja svetlobni signal Z Bl 3s. Nazivni domet svetilnika je 4 milje.

## Demografija
| Pregled števila prebivalcev po letih | Pregled števila prebivalcev po letih | Pregled števila prebivalcev po letih | Pregled števila prebivalcev po letih | Pregled števila prebivalcev po letih | Pregled števila prebivalcev po letih | Pregled števila prebivalcev po letih | Pregled števila prebivalcev po letih | Pregled števila prebivalcev po letih | Pregled števila prebivalcev po letih | Pregled števila prebivalcev po letih | Pregled števila prebivalcev po letih | Pregled števila prebivalcev po letih | Pregled števila prebivalcev po letih | Pregled števila prebivalcev po letih |
| ------------------------------------ | ------------------------------------ | ------------------------------------ | ------------------------------------ | ------------------------------------ | ------------------------------------ | ------------------------------------ | ------------------------------------ | ------------------------------------ | ------------------------------------ | ------------------------------------ | ------------------------------------ | ------------------------------------ | ------------------------------------ | ------------------------------------ |
| 1857                                 | 1869                                 | 1880                                 | 1890                                 | 1900                                 | 1910                                 | 1921                                 | 1931                                 | 1948                                 | 1953                                 | 1961                                 | 1971                                 | 1981                                 | 1991                                 | 2001                                 |
| 2658                                 | 2945                                 | 2750                                 | 2856                                 | 3391                                 | 3572                                 | 4340                                 | 3318                                 | 2588                                 | 2751                                 | 2495                                 | 1965                                 | 1679                                 | 2032                                 | 1523                                 |

## Gospodarstvo
Prebivalci Komiže se ukvarjajo z vinogradništvom, ribolovom, predelavo rib in turizmom.

## Zgodovina
Iz zgodovine tega mesteca, ki ga prvič omenjajo v 12. stol., so se ohranili beneška utrdba  iz 16. stol., renesančna cerkev Gospa od  Gusarice - zavetnica ribičev -, ter zanimiva renesančna Zametova hiša, samostan s cerkvijo in obrambnim stolpom iz 17. stoletja, ki stoji jugovzhodno nad mestom. Samostan s cerkvijo sv. Nikole so postavili benediktinci, ki so prišli z otoka Biševa že v drugi polovici 13. stol., današnjo podobo pa je samostan dobil 1645, ko je bila zgrajena cerkev imenovana Mustar. Ob pristanišču je kaštel z zanimivim majhnim muzejem iz leta 1585 in Zonkotovo hišo iz 16. stoletja.
Ob novi cesti proti Visu stoji na 310 mnm visokem sedlu cerkvica sv. Mihovila postavljena v 12. stoletju.